# 春風亭昇りん
春風亭 昇りん（しゅんぷうてい しょうりん、1991年4月5日 - ）は、落語芸術協会に所属する落語家。春風亭昇太門下の二ツ目。本名∶須貝 孝広。血液型O型。

## 略歴
- 山形県立上山明新館高等学校、東京農業大学卒業。大学在学中は、落語研究会 (サークル活動)に所属。
- 2016年
  - 2月 春風亭昇太に8番弟子として入門。前座名「昇りん」[1]。
  - 5月 楽屋入り[1]。
- 2020年
  - 6月9日、前座最後の高座。浅草演芸ホール昼席にて「元犬」。
  - 6月中席、三遊亭仁馬、昔昔亭昇とともに二ツ目昇進[2]。
- 2021年
  - 落語芸術協会若手ユニットルート9を落語家・講談師全9名で発足。ルート9内ユニットメガネちーむを、春雨や晴太、三遊亭花金、春風亭昇りんの3人で組んでいる。
- 2024年
  - 令和6年度　尾久おひねり亭創作落語大賞　金賞

## 人物
- 大学卒業後2年ほどフリーターをしていたが、久々に落語を観たことをきっかけに1年の半分以上を寄席に通うようになり、落語家になる夢を抱いた。その後春風亭昇太に弟子入りを志願し、劇場前で半年以上何度も直談判を重ねた結果、入門を許された。
- 実家がりんご農家[1][3] を営んでおり、「昇りん」と命名。
- 山形県出身落語家の二ツ目昇進は、約36年ぶりとなる[4]。
- 同期の三遊亭仁馬、昔昔亭昇とは非常に仲が良く、毎年クリスマスにはプレゼント交換をしている。2020年以降は二ツ目に昇進したことから落語会を開催し、プレゼント交換を続けている。「月曜から夜ふかし」にて3人揃ってインタビューを受けた際には落語家らしく謎かけを披露し、見事に答えたものの謎かけのネタ自体を考えたのはねづっちだった[5]。

### 趣味
- 美術鑑賞[1]

## メディア活動
- 笑点(座布団運びアシスタント)
  - 2022年2月6日放送より出演。
- ON THE PLANET（ラジオ出演）
  - 2021年5月4日放送のON THE PLANET（JFN、TOKYO FM※火曜パーソナリティ玉川太福）に三遊亭仁馬、昔昔亭昇と出演した[6]。
- anan（雑誌掲載）
  - 2021年7月14日発売のanan2258号「関係性を愛でるエンタメ」のコーナーで、ルート9として掲載された[7]。
- サタデーステーション（YouTube出演）
  - 2022年3月19日テレビ朝日のYouTube、ANNnewsCHにてルート9密着映像が公開された[8]。
- SPICE（雑誌掲載）
  - 2022年4月19日e+が運営するエンターテインメント特化型情報メディア「SPICE」にてルート9を特集。三遊亭仁馬、昔昔亭昇とインタビューに答えた[9]。
- 「油流出事故防止創作落語」(国土交通省山形河川国道事務所)（youtube)